# Peter Eriksson (político)
Lars-Johan Peter Eriksson (Tranås, Småland, 3 de agosto de 1958) es uno de los dos portavoces (líderes) del Partido Verde en Suecia, en colaboración con Maria Wetterstrand. Vive en Kalix, Norrbotten, donde fue Comisionado Municipal de 1999 a 2004. También fue miembro del Riksdag entre 1994-1998 y una vez más desde 2002.

## Carrera política
Eriksson comenzó su carrera política en Kalix , Norrbotten , donde fue Comisionado Municipal de 1999 a 2002.
Entre 2002 y 2011, Eriksson fue uno de los dos portavoces (líderes) del Partido Verde en Suecia, trabajando junto a Maria Wetterstrand . Bajo su liderazgo, el partido abandonó notablemente una demanda en su manifiesto que pide que Suecia abandone la UE.

### Miembro del Parlamento Europeo (2014–2016)
Eriksson fue miembro del Parlamento Europeo desde julio de 2014 hasta mayo de 2016, donde se desempeñó en el Comité de Industria, Investigación y Energía. Además de sus tareas en comités, formó parte de las delegaciones del Parlamento ante el Comité de Cooperación Parlamentaria UE-Rusia, el Comité de Asociación Parlamentaria UE-Moldavia y la Asamblea Parlamentaria Euronest . Dentro de los Verdes-Alianza Libre Europea, se desempeñó como vicepresidente del grupo bajo el liderazgo de los copresidentes Ska Keller y Philippe Lamberts.

### Vuelta a Suecia
Eriksson ocupó el cargo de ministro de Vivienda y Desarrollo Digital de mayo de 2016 a enero de 2019. En la remodelación del gabinete de 2019, fue nombrado ministro de Cooperación Internacional al Desarrollo. En calidad de tal, prometió 290 millones de dólares en contribuciones de Suecia al Fondo Mundial de Lucha contra el Sida, la Tuberculosis y la Malaria para el periodo 2020-2022. El 17 de diciembre de 2020, Peter Eriksson anunció su dimisión del gabinete con efecto inmediato.

## Honores
- Gran Cruz de la Orden al Mérito de la República Italiana. (14 de enero de 2019)[4]